# Andrzej Solnica
Andrzej Solnica (ur. 1956 w Sulęcinie) – pułkownik Wojska Polskiego.

## Życiorys
W latach 1976–1980 był podchorążym Wyższej Szkoły Oficerskiej Wojsk Zmechanizowanych we Wrocławiu. W 1990 ukończył Akademię Wojskową w Brnie i został wyznaczony na stanowisko dowódcy batalionu piechoty zmotoryzowanej 42 pułku zmechanizowanego w Żarach. Następnie został szefem sztabu–zastępcą dowódcy 42 pz. W sierpniu 1993 został dowódcą 89 pułku zmechanizowanego w Żaganiu, a w 1995 dowódcą 34 Brygady Kawalerii Pancernej w Żaganiu. W 1998 został szefem logistyki – zastępcą dowódcy 11 Dywizji Kawalerii Pancernej w Żaganiu, a w 1999 dowódcą nowo formowanej 10 Opolskiej Brygady Logistycznej w Opolu.
W 2004 pełnił służbę jako szef Zarządu Doktryn i Szkolenia Sił Zbrojnych Sztabu Generalnego Wojska Polskiego.

## Ordery i odznaczenia
- Srebrny Krzyż Zasługi – 2 listopada 1999[3]